# حمام روستای دزک
حمام روستای دزک مربوط به دوره قاجار است و در شهرستان گرمسار، بخش ایوانکی، دهستان ایوانکی، شرق روستای دزک واقع شده و این اثر در تاریخ ۲۶ اسفند ۱۳۸۷ با شمارهٔ ثبت ۲۶۰۸۲ به‌عنوان یکی از آثار ملی ایران به ثبت رسیده است.